# Carl Johan Bergman
Carl Johan Bergman (Ekshärad, 14 maart 1978) is een Zweedse biatleet.
Hij behaalde bij de wereldkampioenschappen van 2007 de gouden medaille op de gemengde estafette.
Zijn eerste individuele wereldbekeroverwinning behaalde hij in het seizoen 2005/2006 op de 10 km sprint in het Finse Kontiolahti.
Met het Zweedse mannenestafetteteam behaalde hij in het seizoen 2004/2005 al eens een zege in de wereldbeker.

## Belangrijkste resultaten

### Wereldkampioenschappen
| Jaar | Plaats                     | Resultaten |
| ---- | -------------------------- | --- |
| 2001 | Pokljuka                   | 66ste 10 km sprint 16de 4 x 7,5 km estafette                                                                                                |
| 2003 | Chanty-Mansijsk            | 75ste 20 km individueel 27ste 10 km sprint 27ste 12,5 km achtervolging 7de 4 x 7,5 km estafette                                             |
| 2004 | Oberhof                    | 9de 20 km individueel 36ste 10 km sprint 21ste 12,5 km achtervolging 28ste 15 km massastart 6de 4 x 7,5 km estafette                        |
| 2005 | Hochfilzen Chanty-Mansijsk | 39ste 20 km individueel 8ste 10 km sprint 11de 12,5 km achtervolging 15de 15 km massastart 7de 4 x 7,5 km estafette 13de gemengde estafette |
| 2006 | Pokljuka                   | 6de gemengde estafette |
| 2007 | Antholz                    | 39ste 20 km individueel · 34ste 10 km sprint · 23ste 12,5 km achtervolging · 7de 4 x 7,5 km estafette · gemengde estafette                  |
| 2008 | Östersund                  | 28ste 10 km sprint 29ste 12,5 km achtervolging 24ste 20 km individueel 6de 4x7,5 km estafette 4de gemengde estafette                        |
| 2009 | Pyeongchang                | 79ste 10 km sprint · 27ste 15 km massastart · 9de 4 x 7,5 km estafette · gemengde estafette                                                 |
| 2011 | Chanty-Mansijsk            | 11de 20 km individueel 47ste 10 km sprint 28ste 12,5 km achtervolging 29ste 15 km massastart 4de 4 x 7,5 km estafette                       |
| 2012 | Ruhpolding                 | 10 km sprint · 12,5 km achtervolging · 6de 15 km massastart · 16de 4 x 7,5 km estafette                                                     |
| 2013 | Nové Město                 | 35ste 20 km individueel 54ste 10 km sprint 34ste 12,5 km achtervolging 11de 4 x 7,5 km estafette                                            |

### Olympische Winterspelen
| Jaar | Plaats         | Resultaten                                                                                       |
| ---- | -------------- | ------------------------------------------------------------------------------------------------ |
| 2002 | Salt Lake City | 40ste 20 km individueel 28ste 10 km sprint 36ste 12,5 km achtervolging 14de 4 x 7,5 km estafette |
| 2006 | Turijn         | 23ste 20 km individueel 52ste 10 km sprint 29ste 15 km massastart 4de 4 x 7,5 km estafette       |
| 2010 | Vancouver      | 61ste 20 km individueel 42ste 10 km sprint 19de 12,5 km achtervolging 4de 4 x 7,5 km estafette   |

### Wereldbeker
Eindklasseringen
| Seizoen   | Algemeen | Individueel | Sprint | Achtervolging | Massastart |
| --------- | -------- | ----------- | ------ | ------------- | ---------- |
| 2001/2002 | 61e      |             |        |               |            |
| 2002/2003 | 40e      |             |        |               |            |
| 2003/2004 | 24e      |             |        |               |            |
| 2004/2005 | 14e      |             |        |               |            |
| 2005/2006 | 11e      |             |        |               |            |
| 2006/2007 | 24e      |             |        |               |            |
| 2008/2009 | 8e       |             |        |               |            |
| 2009/2010 | 28e      |             |        |               |            |
| 2010/2011 | 13e      |             |        |               |            |
| 2011/2012 | 6e       |             |        |               |            |
| 2012/2013 | 31e      |             |        |               |            |